# Décès en décembre 1914
Décès
- 1910
- 1911
- 1912
- 1913
- 1914
- 1915
- 1916
- 1917
- 1918

Pour une information complémentaire, voir la page d'aide.

| Date        | Nom           | Pays                 | Activités                    | Âge | Source |
| ----------- | ------------- | -------------------- | ---------------------------- | --- | ------ |
| 20 décembre | Paul Chailley | Drapeau de la France | Officier de marine français. | 28  |        |